# Udhampur
Udhampur är en stad i det indiska unionsterritoriet Jammu och Kashmir, och är huvudort för distriktet Udhampur. Folkmängden uppgick till 35 507 invånare vid folkräkningen 2011, med förorter 91 366 invånare.